# 石器時代 (桌上遊戲)
| 設計師   | Bernd Brunnhofer         |
| 美術師   | Michael Menzel           |
| 出版商   | Rio Grande Games         |
| 出版日期 | 2008                     |
| 遊戲人數 | 2至5人                   |
| 適合年齡 | 13歲以上                 |
| 遊戲時間 | 約60~90分鐘              |
| 遊戲類型 | 家庭遊戲、策略遊戲       |
| 遊戲機制 | 丟骰子 收集資源 工人派遣 |

石器時代(Stone Age)是2008年由貝恩德(Bernd Brunnhofer)設計的桌上遊戲，可支援2~4人遊玩。

## 遊戲介紹

### 遊戲簡介
遊戲中玩家扮演石器時代一個部落的酋長，規劃派遣自己的工人去種田、製作工具、採集糧食和資源發展自己的部落（換取分數），遊戲結束時擁有最高勝利分的玩家獲勝。

### 遊戲配件
- 1塊主遊戲板
- 4塊玩家遊戲板
- 56個木製資源
- 40個木製工人
- 8個木製計分標誌
- 53個食物標誌
- 28個房屋標誌
- 18個工具標誌
- 1個起始玩家標誌
- 36張文明卡
- 7個骰子
- 1個皮製骰盅

### 遊戲流程
由擁有起始玩家指示標誌的玩家開始順時針輪流派遣一組工人至各區直到所有玩家的工人皆派遣完畢。
接著由起始玩家開始將所有派出去的工人收回並執行行動，最後所有人餵食自己的工人（無法餵食會受到懲罰），接下來將起始玩家標誌傳給下一家（順時針），一輪結束。
- 資源區
  - 食物區：獲得等同派遣人數的骰子（點數加總/2）份食物
  - 木頭區：獲得等同派遣人數的骰子（點數加總/3）份木頭
  - 磚頭區：獲得等同派遣人數的骰子（點數加總/4）份磚頭
  - 石頭區：獲得等同派遣人數的骰子（點數加總/5）份石頭
  - 金塊區：獲得等同派遣人數的骰子（點數加總/6）份金塊
- 工作區
  - 農田區：農田數量上升1
  - 工具區：工具上升1
  - 增加工人區：額外增加一個工人（從供應區拿取）
- 文明&建築區
  - 文明卡區：付出1~4份資源後拿取卡片並獲得相應資源&分數
  - 建築區：付出卡上資源後拿取並獲得相應分數

### 遊戲結束
直到建築區有一排建築物被拿取完或是文明卡數量不足以補充空格時那輪遊戲結束，並開始加計文明卡上的分數，分數最高的玩家獲得勝利。

## 遊戲獲獎經歷
- 2008 Golden Geek Best Board Game Artwork/Presentation Nominee
- 2008 Golden Geek Best Family Board Game Nominee
- 2008 Golden Geek Best Gamer's Board Game Nominee
- 2008 Hra roku Nominee
- 2008 International Gamers Awards - General Strategy; Multi-player Nominee
- 2008 Spiel des Jahres Nominee
- 2008 Tric Trac Nominee
- 2009 Golden Geek Best 2-Player Board Game Nominee
- 2009 Golden Geek Best Board Game Artwork/Presentation Nominee
- 2009 Golden Geek Best Family Board Game Nominee
- 2009 Golden Geek Best Gamers' Board Game Nominee
- 2009 Hra roku Nominee
- 2009 Nederlandse Spellenprijs Nominee
- 2009 Vuoden Peli Adult Game of the Year Nominee
- 2010 Ludoteca Ideale Official Selection

## 遊戲擴充
- Schmuck und Handel (fan expansion for Stone Age)
- Stone Age: Style is the Goal
- Stone Age: The New Huts

## 外部連結
- 官方網站 （页面存档备份，存于）
- BGG-Stone Age （页面存档备份，存于）